# Sizzo Schwarzburský

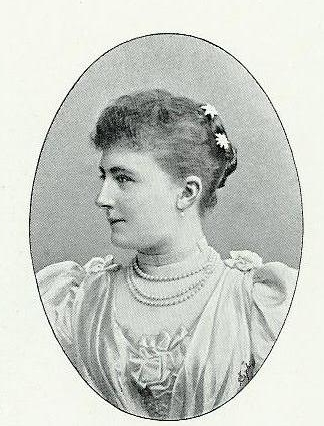
Princezna Alexandra Schwarzburská

Kníže Günther Sizzo Schwarzburský (3. června 1860, Rudolstadt – 24. března 1926, Großharthau) byl hlava rodu Schwarzburgů a pretendent Schwarzbursko-rudolstadtského a Schwarzbursko-sondershausenského knížectví.

## Mládí
Narodil se v Rudolstadtu jako syn vládnoucího schwarzbursko-rudolstadtského knížete Fridricha Günthera a jeho druhé manželky, hraběnky Heleny z Reiny (1835–1860). Zemřela tři dny po porodu prince Sizza a jeho sestry-dvojčete, princezny Helene. Jeho matka byla dcerou prince Jiřího Bernarda Anhaltsko-Desavského a jeho morganatické manželky Therese Emmy von Erdmannsdorff.
Ačkoli jeho matku adoptoval její strýc princ Vilém Anhaltský a 1. srpna 1855 jí vládnoucí anhaltsko-desavský vévoda udělil titul anhaltské princezny, manželství jeho rodičů bylo stále považováno za morganatické. Princ Sizzo kvůli tomu neměl právo užívat titul schwarzbursko-rudolstadtského prince. Místo toho mu byl 21. června 1860 udělen titul leutenbergského prince. Navzdory tomu, že mu bylo odepřeno užívání titulu schwarzbursko-rudolstadtského prince, získal v případě vymření všech mužských dynastů nástupnická práva na Schwarzbursko-rudolstadtské knížectví. Ačkoli s tím všichni členové rudolstadtské větve souhlasili, členové sondershausenské větve ne, protože to bylo proti jejich zájmům na zdědění Rudolstadtu (v budoucnu však vymřeli ještě dříve).

## Manželství a děti
Princ Sizzo se 25. ledna 1897 v Dessau oženil s princeznou Alexandrou Anhaltskou (1868–1958). Princezna Alexandra byla dcerou vládnoucího anhaltského vévody Fridricha I. a jeho manželky princezny Antonie Sasko-Altenburské. Princ Sizzo a princezna Alexandra měli dvě dcery a jednoho syna.
- Princezna Marie Antoinette Schwarzburská (1898–1984); provdala se za hraběte Fridricha Magnuse V. Solmsko-Wildenfelského; měla potomky.
- Princezna Irene Schwarzburská (1899–1939)
- Kníže Fridrich Günther Schwarzburský (1901–1971); oženil se s princeznou Žofií Sasko-Výmarsko-Eisenašskou; manželství skončilo rozvodem bez potomků.

## Vyznamenání a ocenění
- Saské království: Velkokříž Řádu Albrechtova, se zlatou hvězdou, 1898

## Vývod z předků
|                     |                                                     |  |                                 |                                                     |  |  |  |  |  |  |  | Ludvík Günther II. Schwarzbursko-Rudolstadtský |
|                     |                                                     |  |                                 |                                                     |  |  |  |  |  |  |  |                                                |
|                     | Fridrich Karel Schwarzbursko-Rudolstadtský          |  |                                 |                                                     |  |  |  |  |  |  |  |                                                |
|                     |                                                     |  |                                 |                                                     |  |  |  |  |  |  |  |                                                |
|                     |                                                     |  |                                 | Žofie Henrietta Reuss-Untergreizská                 |  |  |  |  |  |  |  |                                                |
|                     |                                                     |  |                                 |                                                     |  |  |  |  |  |  |  |                                                |
|                     | Ludvík Fridrich II. Schwarzbursko-Rudolstadtský     |  |                                 |                                                     |  |  |  |  |  |  |  |                                                |
|                     |                                                     |  |                                 |                                                     |  |  |  |  |  |  |  |                                                |
|                     |                                                     |  |                                 | Jan Fridrich Schwarzbursko-Rudolstadtský            |  |  |  |  |  |  |  |                                                |
|                     |                                                     |  |                                 |                                                     |  |  |  |  |  |  |  |                                                |
|                     | Frederika Žofie Augusta Schwarzbursko-Rudolstadtská |  |                                 |                                                     |  |  |  |  |  |  |  |                                                |
|                     |                                                     |  |                                 |                                                     |  |  |  |  |  |  |  |                                                |
|                     |                                                     |  |                                 | Bernardina Kristýna Sofie Sasko-Výmarsko-Eisenašská |  |  |  |  |  |  |  |                                                |
|                     |                                                     |  |                                 |                                                     |  |  |  |  |  |  |  |                                                |
|                     | Fridrich Günther Schwarzbursko-Rudolstadtský        |  |                                 |                                                     |  |  |  |  |  |  |  |                                                |
|                     |                                                     |  |                                 |                                                     |  |  |  |  |  |  |  |                                                |
|                     |                                                     |  |                                 | Fridrich IV. Hesensko-Homburský                     |  |  |  |  |  |  |  |                                                |
|                     |                                                     |  |                                 |                                                     |  |  |  |  |  |  |  |                                                |
|                     | Fridrich V. Hesensko-Homburský                      |  |                                 |                                                     |  |  |  |  |  |  |  |                                                |
|                     |                                                     |  |                                 |                                                     |  |  |  |  |  |  |  |                                                |
|                     |                                                     |  |                                 | Ulrika Luisa Solmsko-Braunfelská                    |  |  |  |  |  |  |  |                                                |
|                     |                                                     |  |                                 |                                                     |  |  |  |  |  |  |  |                                                |
|                     | Karolina Hesensko-Homburská                         |  |                                 |                                                     |  |  |  |  |  |  |  |                                                |
|                     |                                                     |  |                                 |                                                     |  |  |  |  |  |  |  |                                                |
|                     |                                                     |  |                                 | Ludvík IX. Hesensko-Darmstadtský                    |  |  |  |  |  |  |  |                                                |
|                     |                                                     |  |                                 |                                                     |  |  |  |  |  |  |  |                                                |
|                     | Karolína Hesensko-Darmstadtská                      |  |                                 |                                                     |  |  |  |  |  |  |  |                                                |
|                     |                                                     |  |                                 |                                                     |  |  |  |  |  |  |  |                                                |
|                     |                                                     |  |                                 | Karolína Falcko-Zweibrückenská                      |  |  |  |  |  |  |  |                                                |
|                     |                                                     |  |                                 |                                                     |  |  |  |  |  |  |  |                                                |
| Sizzo Schwarzburský |                                                     |  |                                 |                                                     |  |  |  |  |  |  |  |                                                |
|                     |                                                     |  |                                 |                                                     |  |  |  |  |  |  |  |                                                |
|                     |                                                     |  | Leopold III. Anhaltsko-Desavský |                                                     |  |  |  |  |  |  |  |                                                |
|                     |                                                     |  |                                 |                                                     |  |  |  |  |  |  |  |                                                |
|                     | Fridrich Anhaltsko-Desavský                         |  |                                 |                                                     |  |  |  |  |  |  |  |                                                |
|                     |                                                     |  |                                 |                                                     |  |  |  |  |  |  |  |                                                |
|                     |                                                     |  |                                 | Luisa Braniborsko-Schwedtská                        |  |  |  |  |  |  |  |                                                |
|                     |                                                     |  |                                 |                                                     |  |  |  |  |  |  |  |                                                |
|                     | Jiří Bernard Anhaltsko-Desavský                     |  |                                 |                                                     |  |  |  |  |  |  |  |                                                |
|                     |                                                     |  |                                 |                                                     |  |  |  |  |  |  |  |                                                |
|                     |                                                     |  |                                 | Fridrich V. Hesensko-Homburský                      |  |  |  |  |  |  |  |                                                |
|                     |                                                     |  |                                 |                                                     |  |  |  |  |  |  |  |                                                |
|                     | Amálie Hesensko-Homburská                           |  |                                 |                                                     |  |  |  |  |  |  |  |                                                |
|                     |                                                     |  |                                 |                                                     |  |  |  |  |  |  |  |                                                |
|                     |                                                     |  |                                 | Karolína Hesensko-Darmstadtská                      |  |  |  |  |  |  |  |                                                |
|                     |                                                     |  |                                 |                                                     |  |  |  |  |  |  |  |                                                |
|                     | Helena Anhaltská                                    |  |                                 |                                                     |  |  |  |  |  |  |  |                                                |
|                     |                                                     |  |                                 |                                                     |  |  |  |  |  |  |  |                                                |
|                     |                                                     |  |                                 | Karel Fridrich Erdmannsdorffský                     |  |  |  |  |  |  |  |                                                |
|                     |                                                     |  |                                 |                                                     |  |  |  |  |  |  |  |                                                |
|                     | Alexandr Ferdinand Erdmannsdorfský                  |  |                                 |                                                     |  |  |  |  |  |  |  |                                                |
|                     |                                                     |  |                                 |                                                     |  |  |  |  |  |  |  |                                                |
|                     |                                                     |  |                                 | Erdmutha Magdalena Sahlská                          |  |  |  |  |  |  |  |                                                |
|                     |                                                     |  |                                 |                                                     |  |  |  |  |  |  |  |                                                |
|                     | Tereza Erdmannsdorffská, hraběnka z Reiny           |  |                                 |                                                     |  |  |  |  |  |  |  |                                                |
|                     |                                                     |  |                                 |                                                     |  |  |  |  |  |  |  |                                                |
|                     |                                                     |  |                                 | Fridrich Vilém Erdmannsdorffský                     |  |  |  |  |  |  |  |                                                |
|                     |                                                     |  |                                 |                                                     |  |  |  |  |  |  |  |                                                |
|                     | Luisa Frederika Erdmannsdorffská                    |  |                                 |                                                     |  |  |  |  |  |  |  |                                                |
|                     |                                                     |  |                                 |                                                     |  |  |  |  |  |  |  |                                                |
|                     |                                                     |  |                                 | Eleonora Vilemína Ahlimbská                         |  |  |  |  |  |  |  |                                                |
|                     |                                                     |  |                                 |                                                     |  |  |  |  |  |  |  |                                                |